# Thymus herba-barona
Thymus herba-barona là một loài thực vật có hoa trong họ Hoa môi. Loài này được Loisel. miêu tả khoa học đầu tiên năm 1807.

## Hình ảnh

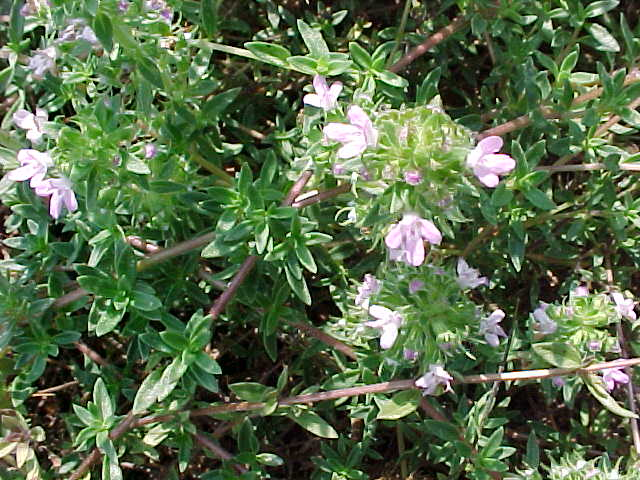
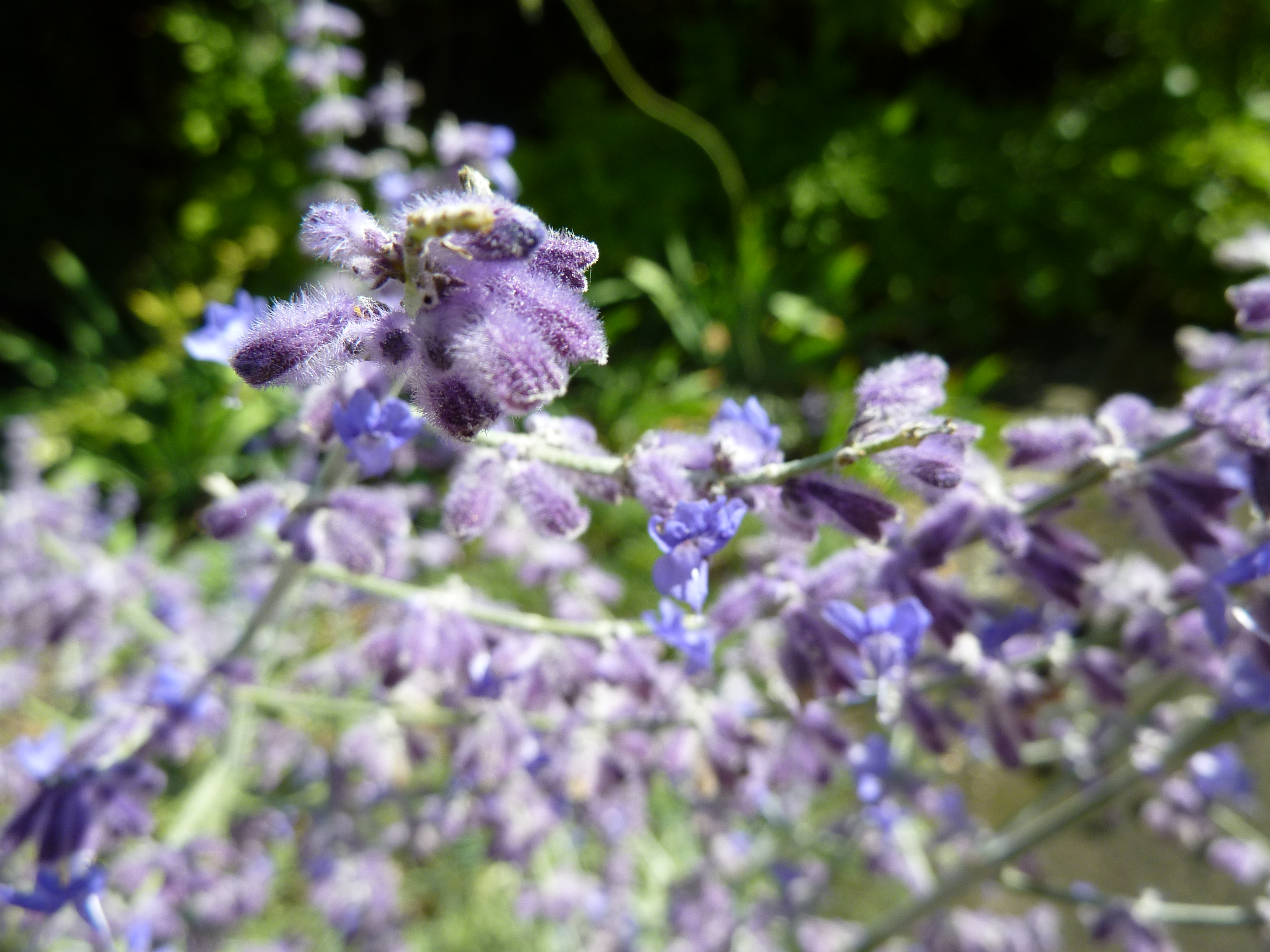
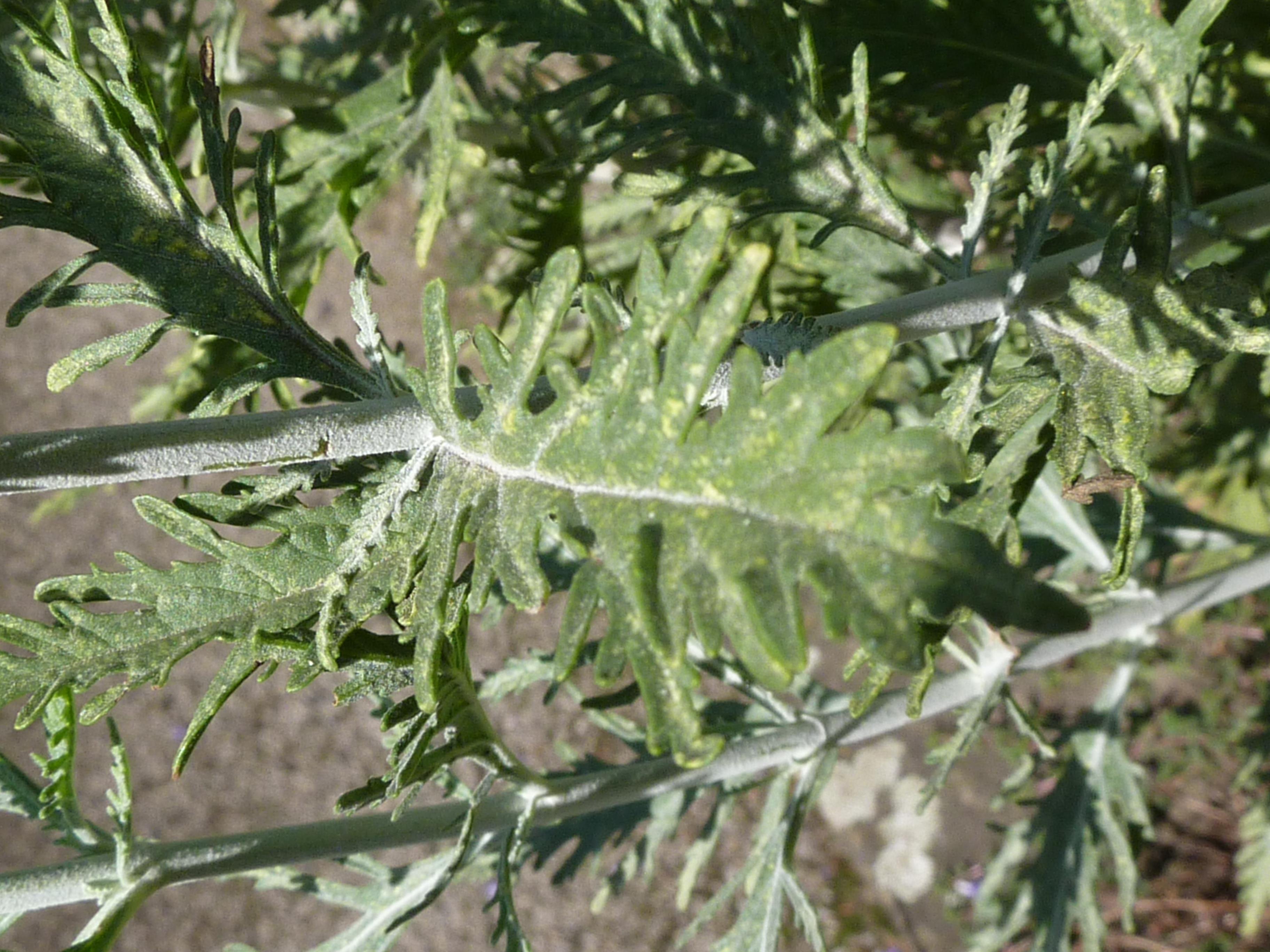
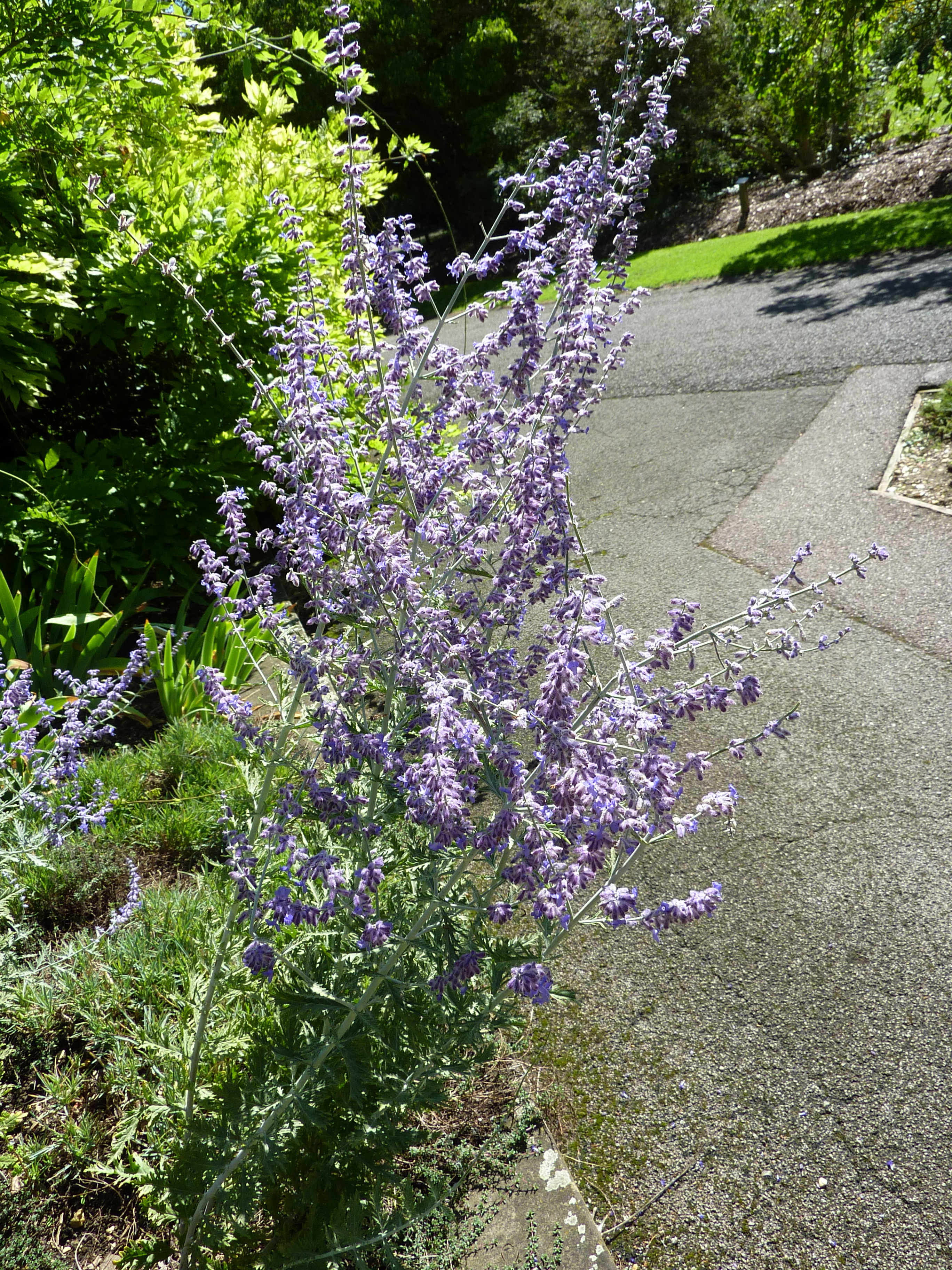